# 李廉凤
李廉凤（英語：Li Lienfung，1923年5月8日—2011年8月3日），新加坡作家、化学家。她是新加坡知名企业家、外交官何日华之妻。

## 生平
李廉凤祖籍湖南长沙，1923年出生于上海。她的父亲是旅美华商领袖李国钦。当时她父亲前往美国工作，将她和她母亲留在了上海。1937年抗日战争爆发后，她随母亲先后前往长沙、香港。此后，她赴美国留学，1943年获密尔斯学院化学学士学位。后又曾在麻省理工学院就读化学系研究生。但她逐渐发现自己并不适合学习化学，最终在父亲好友胡适的劝告下，前往康奈尔大学学习英国文学。1946年获硕士学位。
在康奈尔大学学习期间，她结识了同学何日华，两人于1946年成婚。此后，他们进入父亲的华昌公司任职，后一同前往东南亚开拓公司业务，并在此后出任华昌公司副主席。期间，她运用所学的化学知识帮助公司引入先进生产方法、改进产品质量问题。1971年，他们赴新加坡定居。
2011年8月3日，李廉凤因脑溢血去世，终年88岁。

## 家庭
李廉凤与丈夫何日华共育有两子一女。其中长女何明方为著名作家，长子何光平是著名企业家、悦榕控股创始人， 次子何光正则是一名建筑师。

## 作品
- 《The Sword Has Two Edges》（1954年）
- 《晚来风急》（1981年）
- 《Bamboo Green》（1982年）
- 《A Joss Stick for My Mother》（1985年）
- 《Only a Sandpiper: Appreciating Classical Chinese Poetry》（2003年）
- 《Battle at the Red Cliff: A Guide to Three Kingdoms》（2004年）
- 《两片灵芝》（2010年）
- 《A Daughter Remembers》（2011年）